# Serhij Hołubycki
Serhij Witalijowycz Hołubycki (ukr. Сергій Віталійович Голубицький, ros. Сергей Витальевич Голубицкий, Siergiej Witaljewicz Gołubicki; ur. 20 grudnia 1969 w Kijowie) – ukraiński szermierz, florecista, srebrny medalista olimpijski i wielokrotny medalista mistrzostw świata. Reprezentował także ZSRR i WNP.
Na igrzyskach olimpijskich w Barcelonie w 1992 roku wywalczył srebrny medal w turnieju indywidualnym, przegrywając w finale z Francuzem Philippe'em Omnèsem 1:2. Na tej samej imprezie razem z kolegami z reprezentacji WNP zajął drużynowo piąte miejsce. Na rozgrywanych cztery lata później igrzyskach olimpijskich w Atlancie był szósty w zawodach indywidualnych. Brał również udział w igrzyskach olimpijskich w Sydney w 2000 roku, zajmując piąte miejsce w zawodach drużynowych i szóste w indywidualnych.
Podczas mistrzostw świata w Denver w 1989 roku wspólnie z Aleksandrem Romankowem, Dmitrijem Szewczenko, Borisem Korieckim i Ilgarem Mamiedowem zdobył złoty medal w zawodach drużynowych. W tej samej konkurencji zdobył także brązowy medal na rozgrywanych rok później mistrzostwach świata w Lyonie. Trzykrotnie zwyciężał w rywalizacji indywidualnej: na mistrzostwach świata w Kapsztadzie (1997), mistrzostwach świata w La Chaux-de-Fonds (1998) i mistrzostwach świata w Seulu (1999). Ponadto zdobył srebrny medal indywidualnie podczas mistrzostw świata w Essen w 1993 roku (przegrywając w finale z Niemcem Alexandrem Kochem) oraz brązowy na mistrzostwach świata w Hadze w 1995 roku (plasując się za Dmitrijem Szewczenko i José Francisco Guerrą z Hiszpanii).
Wywalczył również złoty medal w turnieju indywidualnym podczas mistrzostw Europy w Keszthely w 1995 roku oraz srebrny na rozgrywanych dwa lata później mistrzostwach Europy w Gdańsku (po przegranym finale z Polakiem Adamem Krzesińskim).
Jego żoną została niemiecka florecistka Carolin Wutz.
Od 1996 roku pracuje jako trener.